# Trapps de Sibérie

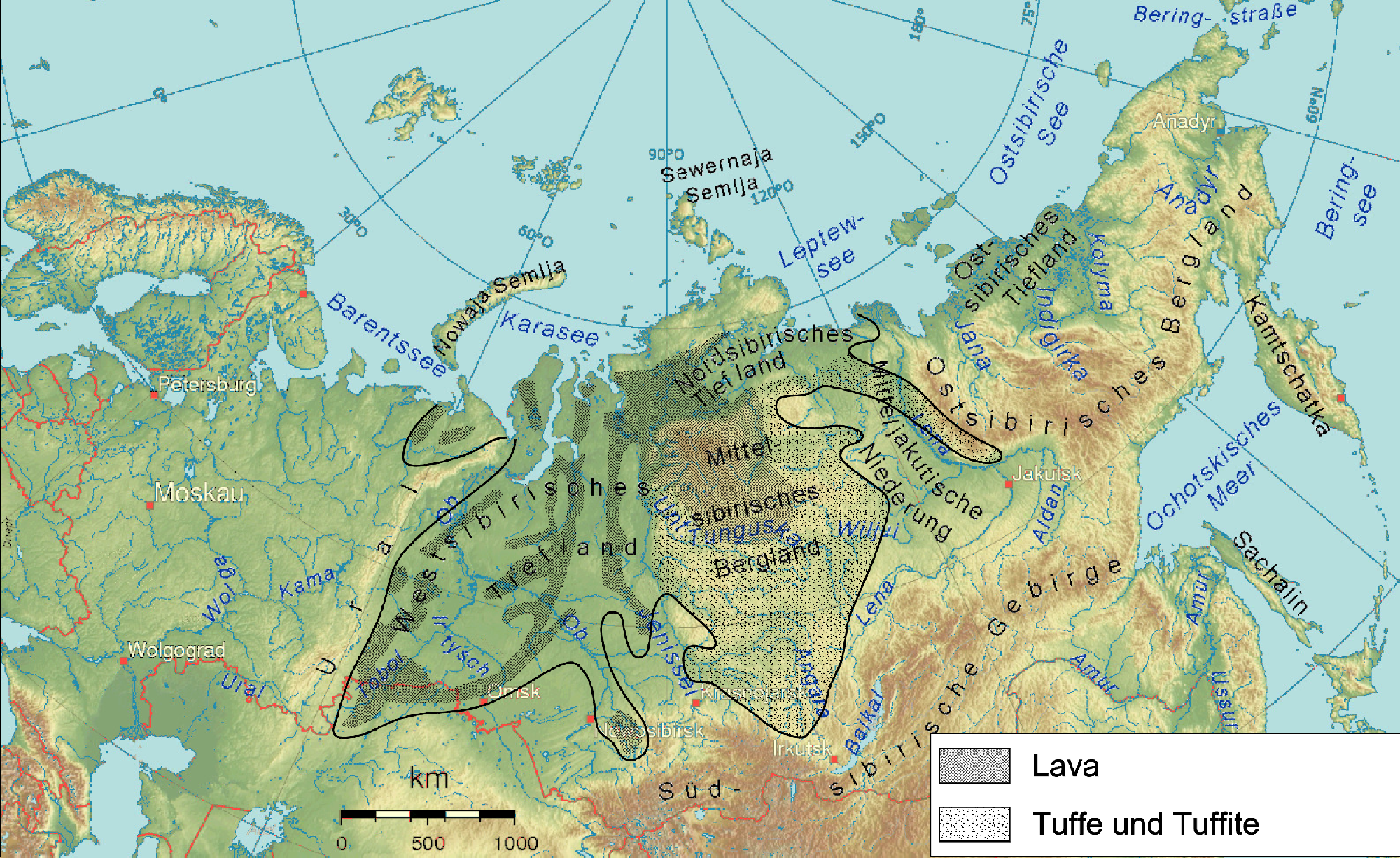
L'étendue des trapps de Sibérie (carte en allemand)

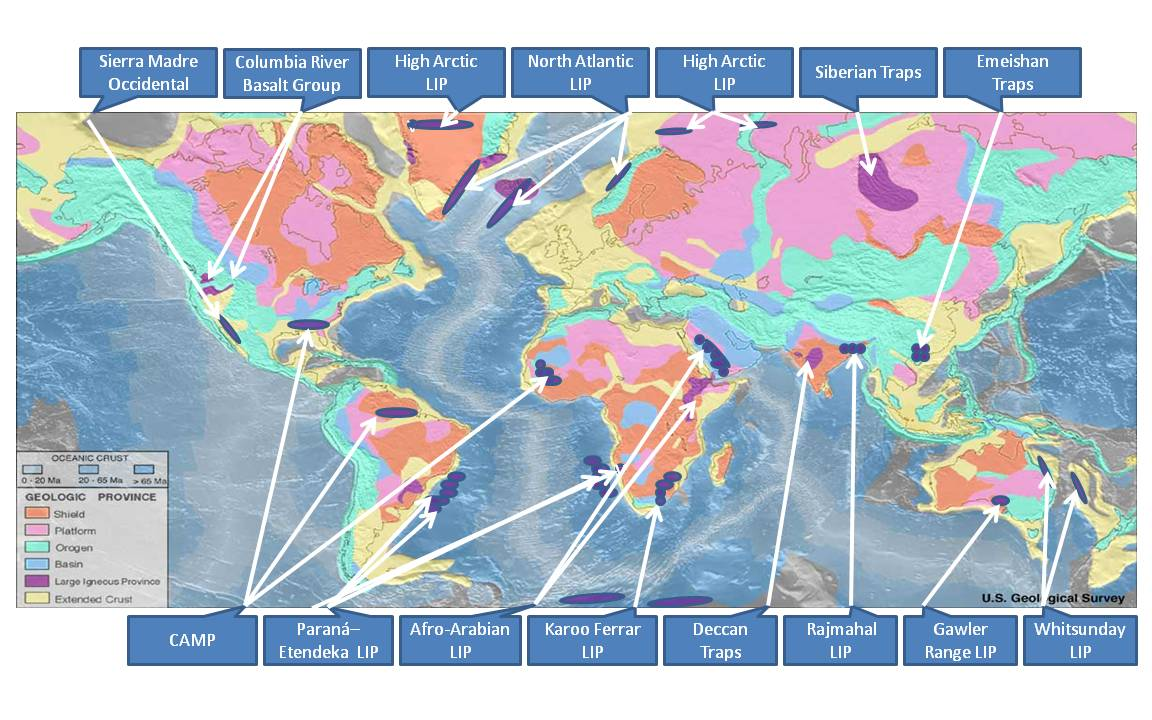
Carte montrant les grandes provinces magmatiques du globe

Les trapps de Sibérie sont une série de formations géologiques qui couvrent une vaste province magmatique située en Sibérie centrale et occidentale. Ils ont été formés par une succession d'éruptions volcaniques massives, durant une période d'environ un million d'années, survenues il y a 251 millions d'années. Cet évènement géologique, qui détermine la limite Permien-Trias, a probablement causé l'extinction Permien-Trias, la plus sévère des cinq extinctions de masse enregistrées au cours des 540 derniers millions d'années, avec la disparition d'environ 90 % des espèces vivantes de l'époque (95 % des espèces marines et 70 % des espèces terrestres).

## Étymologie
Le terme « trapp » vient du mot suédois voulant dire « escalier » (trappa, parfois trapp), en référence aux paysages de collines à l'aspect de marches dans ces régions.

## Ampleur
Selon les chercheurs, ces éruptions constituent le plus grand évènement volcanique connu,, ou seulement le plus grand évènement volcanique des 540 derniers millions d'années. Vincent Courtillot mentionne en effet d'autres vestiges d'éruptions volcaniques massives, dont les mieux conservés parmi les plus anciens ont 2,7 milliards d'années. Selon lui, les trapps de Sibérie constituent l'une des grandes provinces magmatiques basaltiques d’âge Phanérozoïque.
Une seule éruption de lave basaltique pouvait excéder 2 000 km3. D'énormes volumes de lave basaltique ont recouvert une grande partie de la Sibérie pour former ces trapps. Aujourd'hui, l'aire recouverte représente environ 2 000 000 km2 (à titre de comparaison, l'Europe a une surface d'environ 10 000 000 km2), et on estime la surface recouverte à l'origine à 7 000 000 km2. Le volume initial de lave est estimé entre 3 000 000 et 5 000 000 km3.
L'aire couverte est comprise entre le 50° et le 75° de latitude nord, et entre 60° et 120° de longitude est.

## Origine
La source de ces éruptions volcaniques serait un panache mantellique qui aurait atteint la base de la croûte et se serait épanché à travers le craton sibérien, Siberia. La composition isotopique de l'hélium des basaltes plaide en faveur de cette origine. Le débat scientifique n'est pas clos.
Selon une théorie défendue par certains géologues, ces éruptions auraient pu être causées par un impact majeur d'astéroïde, situé aux antipodes de la Sibérie, et dont les ondes sismiques massives auraient traversé le manteau terrestre jusqu'au point opposé du globe, mais un tel impact n'a pas encore été identifié à ce jour. Cette théorie s'appuie notamment sur l'hypothèse que l'impact de l'astéroïde de Chicxulub, dans le Yucatán (Mexique), il y a 66 millions d'années, aurait pu être le déclencheur des éruptions massives ayant conduit à la formation des trapps du Deccan (Inde).

## Impact sur la biodiversité
Cet évènement éruptif massif détermine la limite entre le Permien et le Trias, il y a 251 millions d'années, et a probablement causé l'extinction Permien-Trias, qui aurait anéanti 90 % des espèces vivantes de l'époque et a affecté l'ensemble de la vie sur Terre.
La vie terrestre et marine a mis des millions d'années à se remettre des destructions causées par l'éruption à l'environnement, notamment à cause du réchauffement du bassin de la Toungouska, un bassin sédimentaire de 8 km d'épaisseur, selon les travaux de Nicholas Arndt.

## Géochimie
On considère que les trapps de Sibérie se sont épanchés sur une période d'environ un million d'années, notamment à l'est et au sud de Norilsk, en Sibérie. L'important dépôt de nickel-cuivre-palladium de Norilsk s'est formé à cette époque dans les conduits magmatiques.
La présence massive de dépôts de tuf et de dépôts pyroclastiques sur une grande partie de la Sibérie centrale suggère qu'un grand nombre d'éruptions explosives ont eu lieu avant ou pendant les éruptions de lave basaltique. La présence de roches volcaniques siliceuses comme la rhyolite indique elle aussi des éruptions explosives.